# ASGノチェリーナ
ASGノチェリーナ（Associazione Sportiva Giovanile Nocerina）は、かつてイタリアのカンパニア州ノチェーラ・インフェリオーレを本拠地としたサッカークラブである。2015年を最後にリーグから撤退し、同年に別のクラブがASDノチェリーナと改名しノチェーラで活動している。

## 歴史
1910年、AGノチェリーナ（Associazione Giovanile Nocerina）として創立された。1973年にACノチェリーナ（Associazione Calcio Nocerina）に改称。その後USノチェリーナ・カルチョ（Unione Sportiva Nocerina Calcio）、再びAGノチェリーナを経て、現在のASGノチェリーナとなった。
1947-48、1978-79シーズンにセリエBに所属。2011-12シーズンは実に33シーズンぶりにセリエB昇格を果たしたが、わずか1年で降格となった。

## タイトル

### 国内タイトル
- スーペルコッパ・ディ・レガ・ディ・プリマ・ディヴィジオーネ：1回
  - 2010-11

- スクデット・ディレッタンティ：1回
  - 1961-62

### 国際タイトル
なし

## 過去の成績
- 2000-01 セリエC1・ジローネB 15位
- 2001-02 セリエC1・ジローネB 16位 プレイオフ敗退によりセリエC2降格
- 2002-03 セリエC2・ジローネC 3位
- 2003-04 セリエC2・ジローネC 9位
- 2004-05 セリエC2・ジローネC 17位
- 2005-06 セリエC2・ジローネC 13位
- 2006-07 セリエC2・ジローネC 16位 プレイオフ敗退によりセリエD降格
- 2007-08 セリエD・ジローネI 3位
- 2008-09 セリエD・ジローネH 2位 昇格
- 2009-10 レガ・プロ・セコンダ・ディヴィジオーネ・ジローネB 13位 レガ・プロ・プリマ・ディヴィジオーネへ繰り上げ昇格
- 2010-11 レガ・プロ・プリマ・ディヴィジオーネ・ジローネB 1位 セリエB昇格
- 2011-12 セリエB 20位 降格
- 2012-13 レガ・プロ・プリマ・ディヴィジオーネ・ジローネB 4位
- 2013-14 レガ・プロ・プリマ・ディヴィジオーネ・ジローネB 17位 犯罪で最下位が決定しエッチェッレンツァ降格
- 2014-15 エッチェッレンツァ・カンパニア・ジローネB 7位

## 歴代監督
- ルイジ・デルネーリ 1994-1996
- ガエターノ・アウテリ 2010-

## 歴代所属選手
- アンジェロ・ディ・リービオ 1986-1987
- セバスティアーノ・シヴィーリア 1993-1996
- ファビオ・リヴェラーニ 1996
- アーメド・アピマー・バルッソ 2012
- ミラン・アンジェルコビッチ 2012-